# Шабуни (Пуховичский район)
Шабуни  (бел. Шабуні) — деревня в Пуховичском районе Минской области Республики Беларусь. Входит в состав Новопольского сельсовета. 

## География
Расположен в 45 км к северо-западу от Марьиной Горки, в 27 км от Минска, в 22 км от железнодорожной станции Руденск на линии Минск — Осиповичи, на реке Пясковке (приток Птичь).

## Этимология
По мнению географа и топонимиста Вадима Жучкевича, название происходит от фамилии Шабуня, имеющей, вероятно, балтийский корень šabai — чесать, вертеть (нерифмованное). Слово шабуня в белорусском языке обычно означает балагур, проказник.

## История
Шабуни принадлежал Радзивиллам и относился к Койданскому волости. По вено дочери Доминика Иероним Радзивилла Стефания перешла к Витгенштейнам. В XIX веке застенок в Дудицкой волости Игуменского уезда Минской губернии. В 1877 году было куплено Эмериком Чапским и относилось к имению Самуэльевых. В конце XIX века было 12 старинных дворов околичных шляхт: Павловичей, Булгаков, Викторовичей, Шабуневичей, Юркевичей, Ждановичей, Караневских, Шатилов, Бахановичей, Пяткевичей и Цивильских  .
Во время Первой мировой войны, в феврале — декабре 1918 года, была под оккупацией войск Германской империи.
25 марта 1918 года согласно Третьей уставной грамоте деревня была объявлено частью Белорусской Народной Республики. 1 января 1919 года в соответствии с постановлением I съезда Коммунистической партии Белоруссии вошла в состав Белорусской ССР. В августе 1919 — июле 1920 года деревня была под оккупацией Польши.
Во время Великой Отечественной войны, с конца июня 1941 года по начало июля 1944 года, был оккупирован фашистской Германией.
В 1960 году имел статус посёлка.

## Население
- 1897 — 10 дворов, 95 жителей.
- 1905 — 15 дворов, 107 жителей.
- 1960 — 94 жителей
- 1999 — 19 жителей
- 2002 — 10 дворов, 14 жителей
- 2007 — 9 дворов, 10 жителей
- 2010 — 14 жителей
- 2012 — 6 дворов, 9 жителей

## Улицы
- Центральная улица
- Тенистая улица [2]

## Достопримечательности
- Костёл Святого Роха (1796 года постройки, деревянный) — памятник белорусской народной культуры.

## Галерея

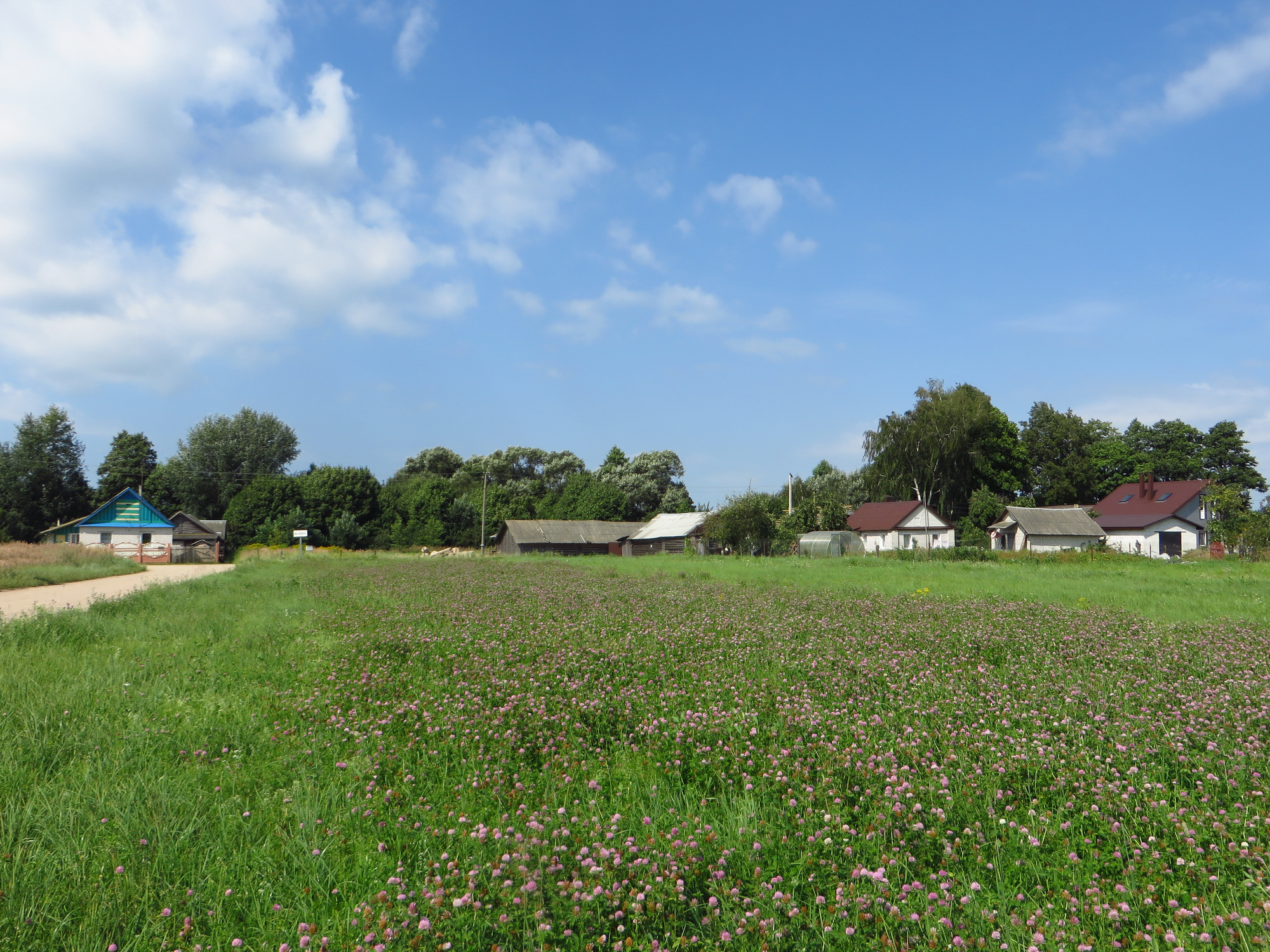
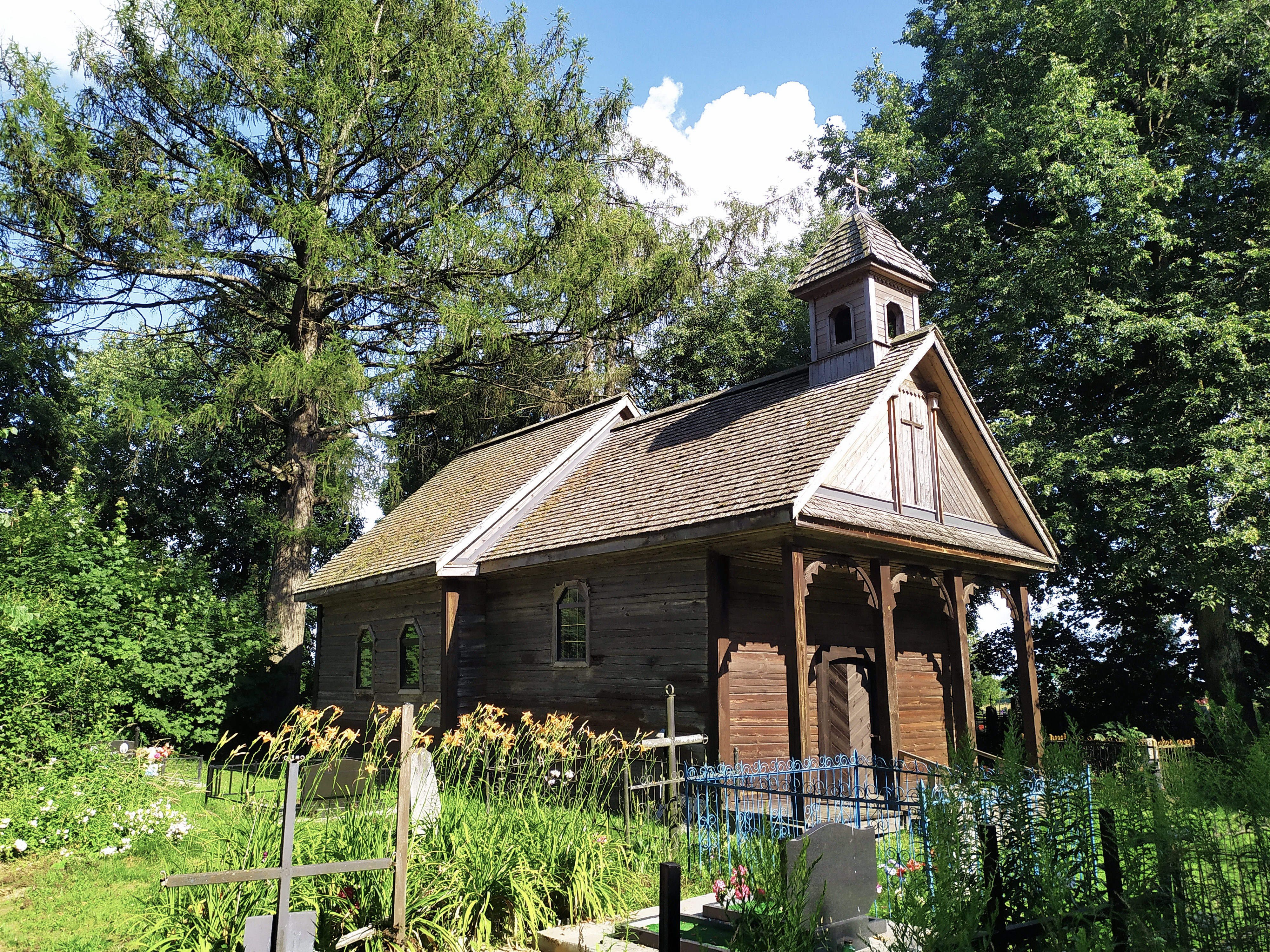
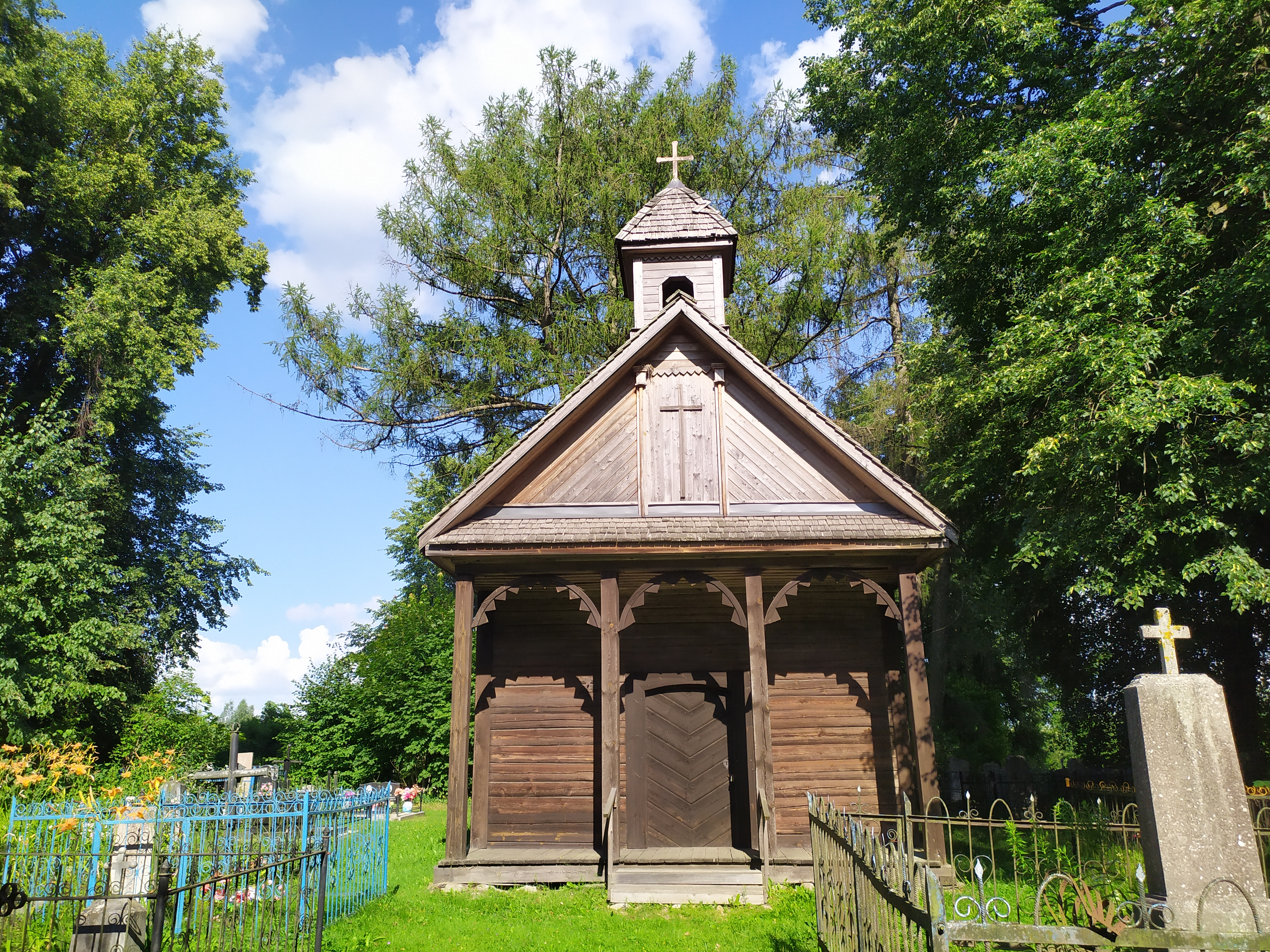